# 圣克鲁斯德尔雷塔马尔
圣克鲁斯德尔雷塔马尔，是西班牙卡斯蒂利亚-拉曼恰托莱多省的一个市镇。总面积130平方公里，总人口1842人（2001年），人口密度14人/平方公里。